# NGC 7480
NGC 7480 (ook: NGC 7480A) is een spiraalvormig sterrenstelsel in het sterrenbeeld Vissen. Het hemelobject werd op 11 augustus 1864 ontdekt door de Duitse astronoom Albert Marth.

## Synoniemen
- UGC 12349
- MCG 0-58-27
- ZWG 379.30
- PGC 70432